# Herissantia nemoralis
Herissantia nemoralis là một loài thực vật có hoa trong họ Cẩm quỳ. Loài này được (A.Juss.) Brizicky mô tả khoa học đầu tiên năm 1968.